# Hermeton-sur-Meuse
Hermeton-sur-Meuse (Waals: Ermeton-so-Mouze) is een plaats en deelgemeente van de Belgische gemeente Hastière. Hermeton-sur-Meuse ligt in de provincie Namen en was tot 1 januari 1977 een zelfstandige gemeente.

## Demografische ontwikkeling
- Bronnen:NIS, Opm:1831 tot en met 1970=volkstellingen, 1976= inwoneraantal op 31 december

## Bezienswaardigheden

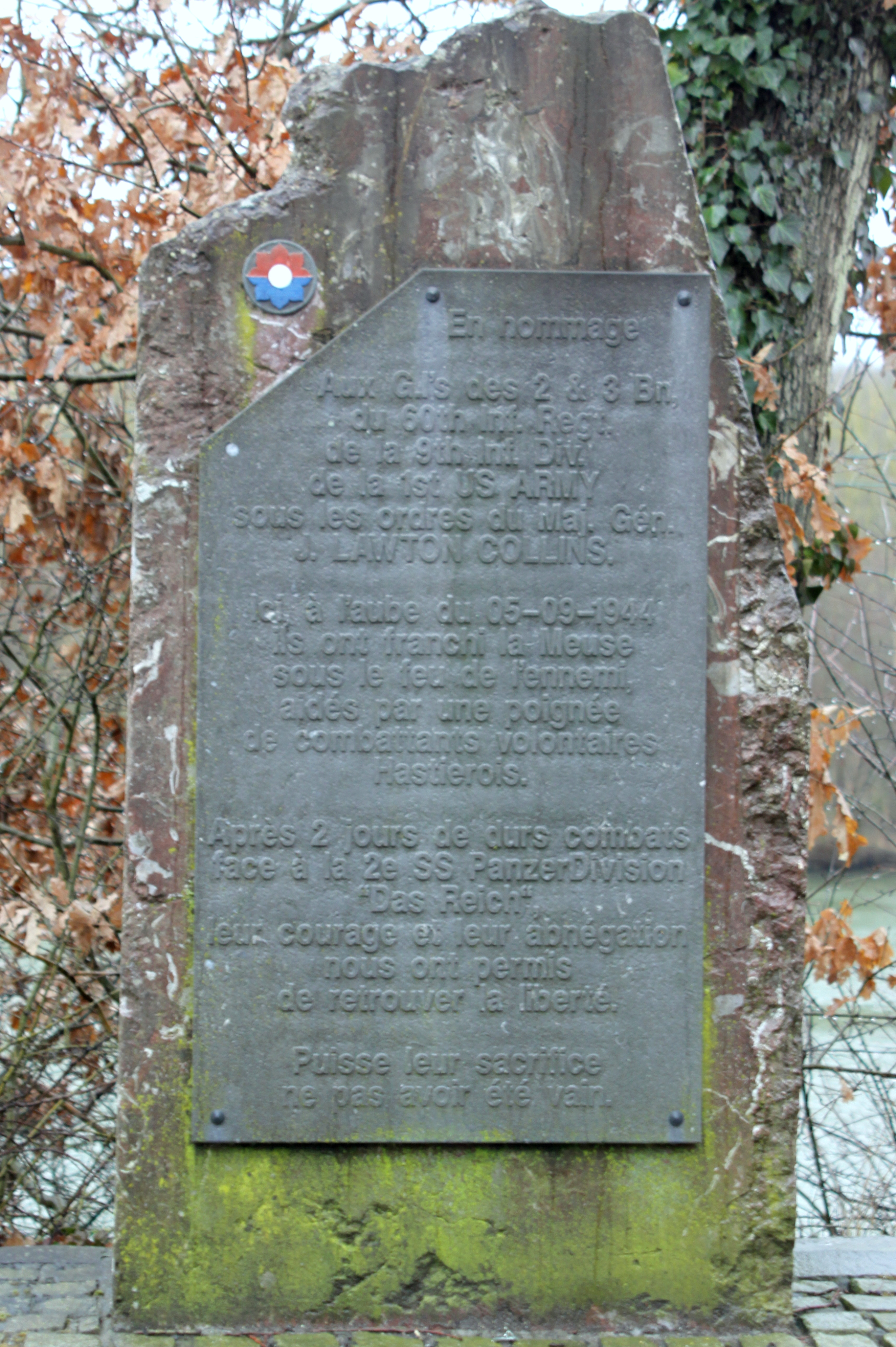
Amerikaans oorlogsmonument in Hermeton-sur-Meuse

- Tankmonument
- Sint-Remigiuskerk

Deelgemeenten: Agimont · Blaimont · Hastière-Lavaux · Hastière-par-delà · Heer · Hermeton-sur-Meuse · Waulsort

Overige kernen: Freÿr · Inzemont · Lenne · Maurenne · Moniat · Petit-Doische

Belgische gemeenten · arrondissement Dinant · provincie Namen · Wallonië